# Altschnecken
Die Einteilung der Lebewesen in Systematiken ist kontinuierlicher Gegenstand der Forschung. So existieren neben- und nacheinander verschiedene systematische Klassifikationen. 
Das hier behandelte Taxon ist durch neue Forschungen obsolet geworden oder ist aus anderen Gründen nicht Teil der in der deutschsprachigen Wikipedia dargestellten Systematik.

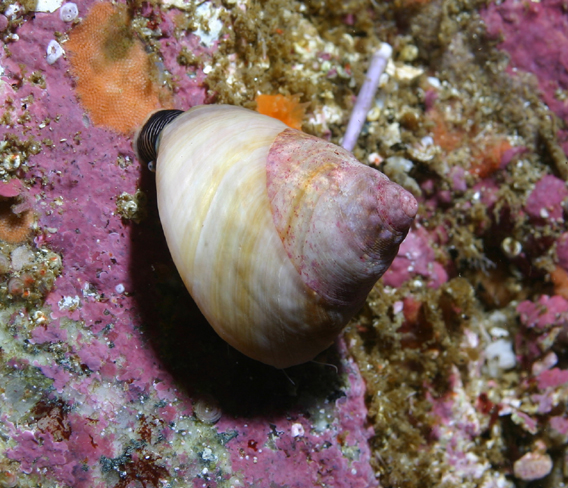
Tegula pulligo

Die Altschnecken oder Urschnecken (Diotocardia oder Archaeogastropoda) waren nach dem System von Johannes Thiele (1925) eine Ordnung der Vorderkiemerschnecken (Prosobranchia). Sie waren nach Thiele entwicklungsgeschichtlich eine Seitenlinie der anderen Schnecken, die noch eine Reihe ursprünglicher Merkmale aufwies. So besitzen die zu dieser Gruppe gestellten Familien noch doppelte Herzvorhöfe, doppelte Kiemen und doppelte Exkretionsorgane. Sie haben sehr unterschiedlich geformte Gehäuse, die im Gegensatz zu allen anderen Schnecken vielfach noch Perlmutter-Lagen in der Schale aufweisen. Die Gruppen, die zu den Altschnecken gerechnet wurden, kommen hauptsächlich im Meer vor, treten jedoch auch im Süßwasser oder auf dem Land auf. Thiele rechnete zu den Archaeogastropoda die Überfamilien Zeugobranchia (heute ungültig, enthielt die Familien Haliotidae, Pleurotomariidae, Bellerophontidae und Fissurellidae), Patelloidea, Trochoidea, Neritoidea und Cocculinoidea.
Das Taxon Altschnecken ist inzwischen als polyphyletisches Taxon erkannt und aufgegeben worden.